# 大明王朝 〜嘉靖帝と海瑞〜
『大明王朝 〜嘉靖帝と海瑞〜』（だいみんおうちょう かせいていとかいずい、原題：大明王朝1566）は、2006年の中国テレビドラマ。全46話。放送当時はあまり視聴率が伸びず、脚光を浴びることもなかったが、2017年の再放送によって大きな話題・反響を呼び、目下、中国で非常に高い評価を獲得している人気ドラマである。

## 概要
明朝第12代皇帝・嘉靖帝と地方役人・海瑞の活躍を描く中国歴史ドラマ。
厳嵩を演じる倪大宏は当時47歳で、毎日３時間の特殊メイクを施し81歳の厳嵩を演じた。
第27話・冒頭の字幕『嘉靖四十五年七月十五日』は『嘉靖四十年七月十五日』の誤り。

## あらすじ
明代・嘉靖40年（1561年）元旦から15日間、嘉靖帝は玉熙宮にこもり雪乞いをしていた。
同年、海瑞は浙江の淳安知県に任命され、巡撫衙門（がもん）に着いた瞬間から早くも腐敗の実態を目にする。後に戻れぬ長い戦いが始まった。

## スタッフ
- 監督：張黎（中国語版）
- 脚本：劉和平（中国語版）
- 助監督：嘉娜·沙哈提（中国語版）
- 撮影：池小寧（中国語版）

## 主題歌
- 治世民為天（オープニング）[3]

歌詞：歐陽常林、作曲：劉健、韓偉、歌：譚維維
- 海闊天青（エンディング）[4]

歌詞：易茗、劉和平、作曲：趙季平、歌：譚晶

## 登場人物・出演者
- 海瑞：黄志忠（中国語版）

淳安県の知県。本作の主人公。
- 嘉靖帝・朱厚熜：陳宝国（中国語版）

明朝・第12代皇帝。
- 裕王：郭幅平（中国語版）

嘉靖帝の第三子。帝位に即位後、18年間におよぶ隆万（りゅうばん）大改革が始まった。
- 李妃：閻妮（中国語版）

裕王の妃。
- 親王：穆泓屹

裕王と李妃の息子。
- 厳嵩：倪大宏（中国語版）

常命大学士で内閣首輔。道教に傾倒した嘉靖帝に命ぜられて祭祀の青詞を執筆し、青詞宰相と称された。漬物屋の『六心居』に一画を加えて『六必居』にする。
- 厳世蕃（中国語版）：劉毓濱（中国語版）

厳嵩の息子で吏部工部侍郎。
- 徐階：肖竹

常命大学士で内閣次輔。厳嵩を補佐し共に青詞を執筆する。裕王派。
- 高拱（中国語版）：劉毓濱（中国語版）

戸部侍郎。裕王派。
- 張居正：郭東文

兵部侍郎。裕王派。
- 譚綸（中国語版）：王宇

裕王府の詹事。
- 馮保（中国語版）：徐成峰

東廠提督太監。
- 呂芳（中国語版）：徐光明

司礼監掌印太監。馮保の義父。
- 黄錦：趙雍

司礼監秉筆太監。
- 陳洪：劉立偉（中国語版）

司礼監秉筆太監。
- 周雲逸：呉旗

欽天監の監正（長官）。嘉靖39年（1560年）12月29日、朝廷を批判して杖刑死する。
- 胡宗憲：王慶祥（中国語版）

浙直総督。厳嵩の弟子。
- 趙貞吉（中国語版）：徐敏（中国語版）

元は南直隷の巡撫で、鄭泌昌の後を継いで浙江巡撫となる。徐階の弟子。
- 戚継光：陳之輝（中国語版）

台州総兵。
- 鄭泌昌：甘雨

浙江巡撫。
- 何茂才：王戎

浙江の按察使と布政使を兼任する。
- 高翰文：譚凱（中国語版）

杭州知府。
- 王用汲（中国語版）：鄭玉

建徳県の知県。海瑞と親交を深める。
- 李時珍：張子健（中国語版）

元は宮廷の太医だったが、嘉靖帝の怒りを買い民間医になる。